# Reuth bei Erbendorf
Reuth bei Erbendorf là một đô thị tại huyện Tirschenreuth bang Bayern, Đức.